# Episodi di Animal Kingdom (quarta stagione)

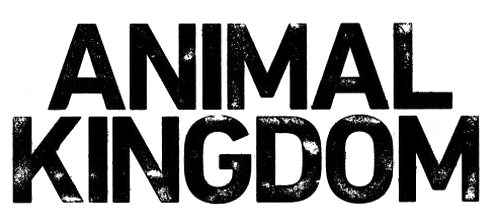
Logo della serie Animal Kingdom

La quarta stagione della serie televisiva Animal Kingdom è stata trasmessa in prima visione sul network TNT dal 28 maggio al 20 agosto 2019.
In Italia la stagione è andata in onda dal 5 settembre al 28 novembre 2019 sul canale del digitale terrestre a pagamento Premium Crime.
| nº | Titolo originale | Titolo italiano           | Prima TV USA   | Prima TV Italia   |
| -- | ---------------- | ------------------------- | -------------- | ----------------- |
| 1  | Janine           | Janine                    | 28 maggio 2019 | 5 settembre 2019  |
| 2  | Angela           | Angela                    | 4 giugno 2019  | 12 settembre 2019 |
| 3  | Man Vs. Rock     | Man Vs. Rock              | 11 giugno 2019 | 19 settembre 2019 |
| 4  | Tank             | Il declino                | 18 giugno 2019 | 26 settembre 2019 |
| 5  | Reap             | Raccogliere               | 25 giugno 2019 | 3 ottobre 2019    |
| 6  | Into the Black   | Nell'oscurità             | 2 luglio 2019  | 10 ottobre 2019   |
| 7  | Know the Enemy   | Conosci il tuo nemico     | 9 luglio 2019  | 17 ottobre 2019   |
| 8  | Ambo             | Il colpo                  | 16 luglio 2019 | 24 ottobre 2019   |
| 9  | SHTF             | Nella merda fino al collo | 23 luglio 2019 | 31 ottobre 2019   |
| 10 | Exit Strategy    | Strategia di fuga         | 30 luglio 2019 | 7 novembre 2019   |
| 11 | Julia            | Julia                     | 6 agosto 2019  | 14 novembre 2019  |
| 12 | Ghosts           | Fantasmi                  | 13 agosto 2019 | 21 novembre 2019  |
| 13 | Smurf            | Smurf                     | 20 agosto 2019 | 28 novembre 2019  |

## Janine
- Titolo originale: Janine
- Diretto da: John Wells
- Scritto da: Eliza Clark

### Trama
La puntata si apre con un flashback di quando Smurf (Ellen Barkin) nel 1977, insieme al suo ragazzo Jake (Jack Coney) e alla sua banda, rapinano una banca. I piani prendono una piega inaspettata perché un ostaggio estrae una pistola ma verrà ucciso prima di sparare da uno della banda avvertito da Smurf. Adrian (Spencer Treat Clark), dopo il suo arresto per traffico di droga, ha stretto un accordo con la DEA, per risalire agli uomini che lo hanno assunto come trafficante. Pope (Shawn Hatosy), controllato da Smurf, si dimostra mentalmente instabile per la perdita di Lena (Aamya Deva Keroles) adottata da un'altra famiglia. Fortunatamente Craig (Ben Robson) lo ferma in tempo prima di essere ucciso o uccidere un poliziotto, nel corso di un inseguimento dopo il colpo in banca. L'episodio di chiude con un altro flashback di Smurf che si taglia i capelli, dopo che sente che il capo della banda si lamenta di quanto lei possa essere facilmente riconosciuta.

## Angela
- Titolo originale: Janine
- Diretto da: John Wells
- Scritto da: Daniele Nathanson

### Trama
I flashback di Smurf e la sua banda continuano, Janine insieme al capo della banda Colin (Grant Harvey) si sbarazzano dell'auto della rapina lanciandola da un dirupo in corsa, e finiscono per dormire insieme. Craig teme che Pope abbia intenzioni suicide. Adrian è costretto a fornire il nome di Deran al suo contatto della DEA. Craig si prepara a fare un altro colpo con Frankie (Dichen Lachman), ma questa volta ci sarà bisogno della mano dei fratelli. Mia (Sohvi Rodriguez) sembra cospirare con il suo fidanzato Tupi (Eddie Ramos) per rapinare J.J. (Finn Cole). Intanto J.J. viene avvicinato da un detective che chiede della scomparsa di Morgan (Laura San Giacomo) facendogli credere che sospetta un omicidio. In realtà il detective è stato pagato da Smurf per avere una conferma che J.J. è il responsabile della morte di Morgan. Torna a far visita Pope una vecchia amica di Julia, Angela, nonostante Smurf le abbia dato i soldi per non farla più tornare. Al termine dell'episodio si vede una Smurf vacillare e cadere a terra priva di sensi.

## Man Vs. Rock
- Titolo originale: Man Vs. Rock
- Diretto da: Solvan Naim
- Scritto da: Bradley Paul

### Trama
I flashback continuano a raccontare una giovane Smurf nel 1977. Smurf è ora con Collin e sta diventando più coinvolta con la banda. Pope si occupa del ritorno di Angela e riceve un lavoro da un riluttante Deran al bar, mentre Craig aiuta Frankie a prepararsi per il nuovo lavoro e rimane sopraffatto. J vede Mia uccidere uno degli amici di Tupi ed è inorridito. Più tardi, vedendo Angela a casa, J si confronta con Pope e rivela che Angela era solita aiutarlo a sparare, e che Julia è finita in ospedale a causa di droghe cattive che J aveva ottenuto da Angela. Janine si sottopone a test medici e apprende che ha sviluppato melanoma, cancro della pelle, che si è diffuso ad altre parti del suo corpo suggerendo che le sue condizioni potrebbero essere terminali.

## Il declino
- Titolo originale: Tank
- Diretto da: Megan Griffiths
- Scritto da: Addison McQuigg

### Trama
Smurf ha il cancro, ma sembra non dare peso alle insistenze del medico che cerca di convincerla a iniziare il prima possibile le cure. Mia torna a casa e scopre che tutta la sua roba è stata buttata in mezzo alla strada e che J ha cambiato i codici di accesso e la serratura. Per questo si vendicherà insieme a Tupi, distruggendogli l'appartamento. Intanto i fratelli portano a termine gli ultimi dettagli per il furto della scultura, e J sostiene che non è opportuno fidarsi di Frankie solo perché si fida Craig. Nel frattempo Pope si convince delle parole di J, e afferma di non aver fatto abbastanza per sua sorella, aggiungendo che in realtà Smurf gli ha sempre mentito. I flashback sulla giovane Smurf continuano e lei stessa racconta il suo passato difficile. Il furto della scultura riesce senza intoppi, ma Craig scopre che i soldi li riceverà in un secondo momento, così cerca di farsi dare un anticipo da Frankie. Al termine dell'episodio Pope scopre che Smurf ha ritinteggiato le pareti della cameretta di Lena e furioso la cerca, trovandola poi priva di sensi sul pavimento del bagno.

## Raccogliere
- Titolo originale: Reap
- Diretto da: Cherlie Nowlan
- Scritto da: Matt Kester

### Trama
Smurf viene portata in ospedale e il medico informa Pope del suo melanoma. Nel frattempo i flashback fanno vedere che Janine si avvicina sempre di più a Collin, e cerca di dare voce alle sue idee per un possibile colpo, ma questo fa irritare il resto della banda. Craig incontra Frankie che però gli dice che non ha ancora tutti i soldi e che ha un'altra proposta di lavoro per lui e i suoi fratelli, ma Craig è contrariato per il mancato pagamento. Frankie si presenta a casa di Smurf per informarla che hanno fatto un colpo senza di lei e gli dà la sua parte. Smurf se la prende con i suoi figli, manifestando rabbia per la scelta di lavorare con esterni alla famiglia. Adrian vince la gara di surf ma si scontrerà con Deran contrariato del fatto che spaccia. Tutti i Cody decidono di prendere con la forza la propria parte del colpo direttamente dal committente. Alla fine dell'episodio Tupi fa un agguato a J che riesce a prendere il sopravvento e Tupi scappa.

## Nell'oscurità
- Titolo originale: Into the Black
- Diretto da: Loren Yaconelli
- Scritto da: Bill Balas

### Trama
In questi flashback di Smurf si vede il gruppo rapinare una comunità di hippie, come aveva proposto Janine. Si scopre che a capo di questa comune c'è un uomo che aveva abusato di Smurf da piccola. Incominciano le terapie chemioterapiche di Smurf, viene pedinata da J che scopre il segreto. Intanto, Janine scopre dal suo amico, ex detective, che qualcuno vicino alla famiglia sta parlando con la polizia. Nessuno in realtà sospetta che è proprio Adrian anche se lui cerca di sviare il più possibile. Smurf incarica J di scoprire chi sta parlando. Angela e Pope si avvicinano sentimentalmente. Craig scopre che Frankie lo ha usato per avvicinarsi a Smurf. Colby (Matthew Fahey), ex membro della banda di Deran, dopo aver scoperto che uno dei membri della banda è stato arrestato cerca di ricattare Deran per non dire alla polizia del coinvolgimento di Adrian nel giro della droga, questo spinge Deran a sparargli. Si farà aiutare da Pope nel nascondere il cadavere. 

## Conosci il tuo nemico
- Titolo originale: Know the Enemy
- Diretto da: Laura Belsey
- Scritto da: Vanessa Baden Kelly

### Trama
I flashback mostrano una Smurf sospettosa della nuova fidanzata del suo ex Jake, e difatti si scoprirà che Pam (Milauna Jackson) prenderà di nascosto i soldi e scapperà con il van della banda. Si scopre che Smurf è incinta. Pope cerca di prendersi cura di Janine con l'aiuto di Angela, nonostante Smurf cerchi di corromperla perché sparisca. Craig si occupa di Renn (Christina Ochoa) e dell'imminente parto. J inizia a pianificare un nuovo lavoro insieme agli zii, grazie alla mamma della sua nuova ragazza. Smurf continua ad investigare su chi stesse parlando con la polizia dei suoi ragazzi. Acquista delle armi e ruba un'auto dice di sparire per qualche giorno. Adrian ammette a Deran di essere una spia per conto dell'investigatore che sta indagando sulla famiglia Cody, quindi va da Pierce e decide di rifiutare il lavoro con la polizia pur sapendo di andare in prigione. Deran alla fine decide di perdonarlo senza rivelare niente a tutti i membri della famiglia. 

## Il colpo
- Titolo originale: Ambo
- Diretto da: David Rodriguez
- Scritto da: Bradley Paul

### Trama
In questo episodio i flashback di Smurf dimostrano come lei stia sempre di più diventando un leader della banda, con la sua astuzia riesce a scoprire dove è scappata Pam e riporta il van rubato senza dire niente della metà dei soldi che è riuscita a ottenere. Nel presente, invece, si svolge il colpo proposto da J. Tutto fila liscio, i ragazzi riescono a caricare dentro l'ambulanza la refurtiva. Mentre sono sulla via del ritorto, Pope, Graig e Deran vengono speronati da un tir. Si scoprirà solo dopo che l'incidente era intenzionale, infatti dietro c'è Tupi e Mia che hanno studiato le mosse di J per poterlo derubare. I Cody riescono a tornare a casa con alcuni degli strumenti musicali rubati, ma presentano molte ferite, per poterle giustificare inscenano un incidente stradale con il van di Deran. J, scoperti i responsabili, va da Pete (Reynaldo Gallegos), cugino di Mia, per informarlo. Pete, contrariato uccide Tupi e alla fine lascia a J la scelta se tenere in vita Mia o no, così decide di ucciderla. 

## Nella merda fino al collo
- Titolo originale: SHTF
- Diretto da: Janice Cook
- Scritto da: Eliza Clark

### Trama
Nei flashback di Smurf si vedono Janine e il suo ragazzo Colin che fanno visita a suo fratello Jed (Joseph Morgan). Nel presente, invece, Smurf va a fare visita a Jed (Chris Mulkey) per comprare delle armi. J intanto raduna gli zii e rivela di essere riuscito a riprendere il denaro sottratto durante il colpo da Mia e Tupi, promette che non ci saranno altri problemi, ma non specifica cosa ha fatto. Pope racconta ai suoi fratellastri che Smurf ha un cancro, Craig sembra essere l'unico a non crederci. Nel frattempo, J cerca di spingere Angela a drogarsi. Deran chiede aiuto a Craig per tendere un'imboscata a Livengood, ma Craig si rifiuta una volta capito che il bersaglio è un poliziotto. Pierce fa visita a Deran al bar, gli offre di lasciare stare Deran in cambio di informazioni sulla sua famiglia. Ren in ospedale partorisce, e confessa a Craig che crede sia figlio suo. Al termine dell'episodio Smurf fa ritorno a casa e dice a Pope che c'è un nuovo colpo e lei questa volta non si terrà in disparte. 

## Strategia di fuga
- Titolo originale: Exit Strategy
- Diretto da: Nick Copus
- Scritto da: Matt Kester

### Trama
Nei flashback si vede Smurf che non riesce più a nascondere il fatto di essere incinta, poiché costretta a vomitare durante la fuga da una rapina. Nel presente Janine illustra il suo piano per il colpo. Inizialmente solo Deran sembra avere delle perplessità. J viene contattato dalla compagna di studi con cui aveva una relazione e che ha sfruttato per riuscire a fare il colpo all'evento, organizzato dalla madre. Lei gli fa capire che sa che è stato lui e lo minaccia. J non si fa intimidire e le consiglia di dimenticarlo se non vuole passare guai. Intanto Adrian parla con l'avvocato che gli comunica che potrebbe ottenere una pena ridotta, di 15 anni. Craig invece pensa sia ora di mettere la testa a posto e di preoccuparsi di suo figlio e di Ren. Pope scopre che Angela è ricaduta nel tunnel della droga e la chiude dentro il bagno durante una festa organizzata a casa da Smurf. Janine riceve la visita del suo amico poliziotto in pensione che le comunica il nome di chi sta parlando con i federali, Adrian. Consiglia a Deran di risolvere il problema, altrimenti coinvolgerà Pope. 

## Julia
- Titolo originale: Julia
- Diretto da: Shawn Hatosy
- Scritto da: Daniele Nathanson

### Trama
In questi flashback si vedono Smurf e Colin che fantasticano sulla loro vita insieme, infatti lei ha già adocchiato la possibile casa in cui andranno a vivere e che alla fine risulta proprio essere la casa di Oceanside. Per fare soldi sfruttano a loro vantaggio lo stato interessato mettendo a segno diversi colpi. Tuttavia hanno così attirato l'attenzione della polizia, questo comporterà uno scontro a fuoco e alla morte di Colin, che verrà seppellito all'interno di un'auto dal fratello, con Janine che osserva sconvolta. Nel presente invece, Deran prende in considerazione l'idea di allontanarsi per un po' di tempo insieme ad Adrian dopo che Smurf gli ha ordinato di ucciderlo. Quindi richiede documenti falsi a Graig. Pope scopre che J ha mentito su Angela, e che è colpa sua se lei è tornata a drogarsi, quindi gli comunica che quando Smurf se ne andrà lui dovrà sparire. Intanto Frankie informa J che ha un colpo che potrebbe interessare la famiglia. 

## Fantasmi
- Titolo originale: Ghosts
- Diretto da: John Wells
- Scritto da: John Wells

### Trama
In questo episodio i flashback e la trama del presente sono molto connessi. Nel passato Janine rischia di essere violentata dal fratello di Colin, cerca di fuggire e durante la colluttazione entra in travaglio, nasceranno Julia e Andrew. Nel presente quindi si capisce come mai Smurf vuole derubare Jed, ma anche ucciderlo e farsi uccidere, dal momento che ormai malata di cancro non le resterebbe più molto tempo. Deran, Craig e J si occupano di svaligiare il bunker contenente l'oro, Pope e Smurf incontrano Jed e i suoi figli e cercano di tenerli occupati durante la rapina. Smurf ad un certo punto estra la pistola e uccide Jed, però viene ferita alla gamba nello scontro a fuoco. Pope cerca subito di mettere la madre in salvo e fugge con lei sul pickup. Si incontrano con gli altri, Janine furiosa con Pope, per averla messa in salvo, gli ordina di spararle. A Pope manca il coraggio, interviene J per evitare che Smurf stessa uccida Pope. Smurf muore. 

## Smurf
- Titolo originale: Smurf
- Diretto da: David Rodriguez
- Scritto da: Eliza Clark

### Trama
Nel flashback, Janine fugge da Jed con l'aiuto di sua moglie e cerca l'aiuto della sua amica Pamela Johnson (Milauna Jackson) prima di tornare da Jake. Nel presente, J scopre che Smurf ha lasciato, secondo il suo testamento, una quantità minima di denaro alla sua famiglia e il resto, compresa la casa, a Pamela. Con l'aiuto di Frankie, J identifica Pamela e scopre che Smurf potrebbe aver fatto una serie di rapine a mano armata con lei negli anni '80 in cui non è mai stata catturata. Con Smurf morta, i suoi amici e nemici credono che i Cody non siano più un problema, tra cui Billy e Jake, mentre il suo ricettatore rifiuta di fare affari con J. Craig incontra Jake per la prima volta, ignaro del fatto che Jake sia suo padre. Mentre Deran inizialmente prevede di fuggire dal paese con Adrian, decide di rimanere indietro e rompe con Adrian per la sua sicurezza. Dopo essere stato cacciato da Pope, J lo incontra e rivela le sue bugie e la volontà di Smurf, offrendo a Pope il suo aiuto in cambio della gestione familiare. Per dimostrare che sono ancora in attività, la famiglia attacca pubblicamente il fratello di Angela che sta minacciando la sua vita. 